# Nombre transcendent
Un nombre transcendent, en matemàtiques, és aquell (real o complex) que no és arrel de cap polinomi (no nul) amb coeficients enters. Tot nombre transcendent és a més irracional, però la proposició inversa no és certa, no tot irracional és transcendent. Els irracionals que no són transcendents s'anomenen algebraics. L'existència de nombres transcendents es pot provar així: se sap que el conjunt dels nombres algebraics és numerable; atès que el conjunt dels nombres reals (i a fortiori el dels nombres complexos) no ho és, existeixen nombres transcendents.
El 1844, Joseph Liouville va definir els nombres de Liouville, els primers nombres transcendents coneguts. El 1873 Charles Hermite va demostrar que e és transcendent, i el 1882 Ferdinand von Lindemann, utilitzant un mètode anàleg, va demostrar que pi també ho és. En canvi no se sap si ee és transcendent o simplement irracional. De fet, la prova que π és transcendent demostra la impossibilitat del famós problema de la quadratura del cercle.
La manca d'una regla general per a poder determinar si un nombre determinat és o no transcendent dugué David Hilbert a incloure aquest problema dins la seva llista de 23 problemes. Una solució parcial la dona el teorema de Gelfond-Schneider, que proporciona una regla general per determinar si en certs casos especials αβ és transcendent: en concret ho és quan α és algebraic (α ≠ 1) i β és irracional i algebraic.

## Alguns nombres transcendents
- e: demostrat per Charles Hermite (1873).
- π: demostrat per Ferdinand von Lindemann (1882).
- eπ: demostrat per Alexander Gelfond (1934).
- sin 1: demostrat per Hardy i Wright (1979).
- ln 2: demostrat per Hardy i Wright (1979).
- {\displaystyle 2^{\sqrt {2}}}: demostrat per Hardy i Wright (1979).